# Stepivka, Bobrîneț
Stepivka (în ucraineană Степівка) este un sat în comuna Novomîkolaiivka din raionul Bobrîneț, regiunea Kirovohrad, Ucraina.

## Demografie
Componența lingvistică a localității Stepivka
     Ucraineană (98,06%)
     Alte limbi (1,94%)
Conform recensământului din 2001, majoritatea populației localității Stepivka era vorbitoare de ucraineană (98,06%), existând în minoritate și vorbitori de alte limbi.